# Amy Lee
Amy Lynn Lee (Riverside, 13 de dezembro de 1981) é uma cantora, compositora e musicista norte-americana, conhecida por ser cofundadora, líder, vocalista e tecladista da banda de metal alternativo Evanescence.
Lee também é uma pianista com formação clássica e domina outros instrumentos como sintetizador, violão e harpa. Atua como compositora desde os 11 anos de idade, e aos 13 anos cofundou ao lado de Ben Moody a banda multi-platinada e vencedora do Grammy Awards, Evanescence. Ela mantém ainda uma carreira solo em paralelo, além de compor música para trilhas sonoras e colecionar uma vasta lista de colaborações com artistas como Seether, Korn, Halestorm, Bring Me the Horizon, entre outros.
É reconhecida pelo seu legado com uma das figuras femininas mais importantes da música pesada moderna, e geralmente creditada como uma das artistas pioneiras na disseminação e reconhecimento do rock e metal à cultura mainstream.

## Juventude e introdução à música
Amy Lee descobriu sua paixão pelo piano ainda na infância, decidindo aprender o instrumento após ouvir sua mãe tocá-lo. Ela então passou a ter aulas regulares, estudando piano por nove anos. Música clássica foi sua principal influência musical enquanto criança, motivando-a a tornar-se uma compositora e musicista. Ela cita Mozart como sua primeira inspiração, após assistir ao filme Amadeus (1984), além de outros artistas como Beethoven e Danny Elfman, bem como as trilhas sonoras de Hans Zimmer. Ela também considera o movimento Lacrimosa do Requiem de Mozart a sua peça musical favorita, incluindo-o em sua própria canção "Lacrymosa", presente no disco The Open Door (2006).
Lee começou a escrever poesia sobre assuntos como eternidade e solidão aos 10 anos. Sua mãe expressou preocupação em relação aos seus textos, sugerindo que ela procurasse um terapeuta. Ela então cogitou tomar antidepressivos na época, mas mudou de ideia após sentir que isso "levaria sua alma embora" e ela "não seria capaz de sentir nada". Uma das primeiras canções cujo ela se lembra de ter composto foi uma peça instrumental intitulada "Eternity of the Remorse", escrevendo a partitura aos 11 anos. Já a primeira canção com letras se chamava "A Single Tear", cujo ela compôs para um trabalho da oitava série, gravando-a em uma fita cassete e tocando violão enquanto uma de suas colegas do coral fazia os backing vocals.
Originalmente, Lee queria focar na composição de trilhas sonoras clássicas ou de filmes, no entanto a ideia mudou à medida que seus gostos ficaram "mais sombrios". Ela ouviu uma variedade de estilos musicais no final da infância e durante a adolescência, como grunge, hard rock, música industrial, death metal, groove metal, e artistas eletrônicos como Björk e Portishead. Sua lembrança mais antiga sobre querer fundir gêneros musicais diferentes e contrastantes foi quando ela estava treinando piano e notou que a seção de uma obra do compositor barroco Bach se assemelhava muito ao heavy metal.
Durante sua pré-adolescência, a família de Lee se mudou para vários lugares, incluindo West Palm Beach, Flórida e Rockford, Illinois, até eventualmente se estabelecerem em Little Rock, Arkansas. Ela relatou que possuía muita "negatividade" reprimida na época em que sua família chegou à capital arkansense, sendo que por lá ela frequentou a Academia Pulaski, uma escola preparatória para universidades particulares, começando a partir do ensino fundamental. Ela descreveu como "estranha" sua adaptação na escola, pois estava solitária na maior parte do tempo e sofria bullying por se vestir de maneira diferente. Dessa forma, ela encontrou consolo ao escrever música e ingressar no coral da escola, algo que, segundo ela, ajudou a ganhar confiança em sua voz. Autodenominada "nerd do coral", ela fazia parte da seção de vozes alto e tornou-se a presidente do mesmo, chegando a escrever uma canção intitulada "Listen to the Rain", que caiu no gosto de sua professora e foi performada pelo coral na formatura de 1999, sob a direção da própria Amy. Após concluir o ensino médio, Lee ingressou na Universidade Estadual do Tennessee Central em Murfreesboro, Tennessee no ano de 2000 para estudar teoria musical e composição, mas saiu depois de um semestre para se concentrar exclusivamente em sua banda Evanescence.

## Carreira

### Evanescence (1995–presente)

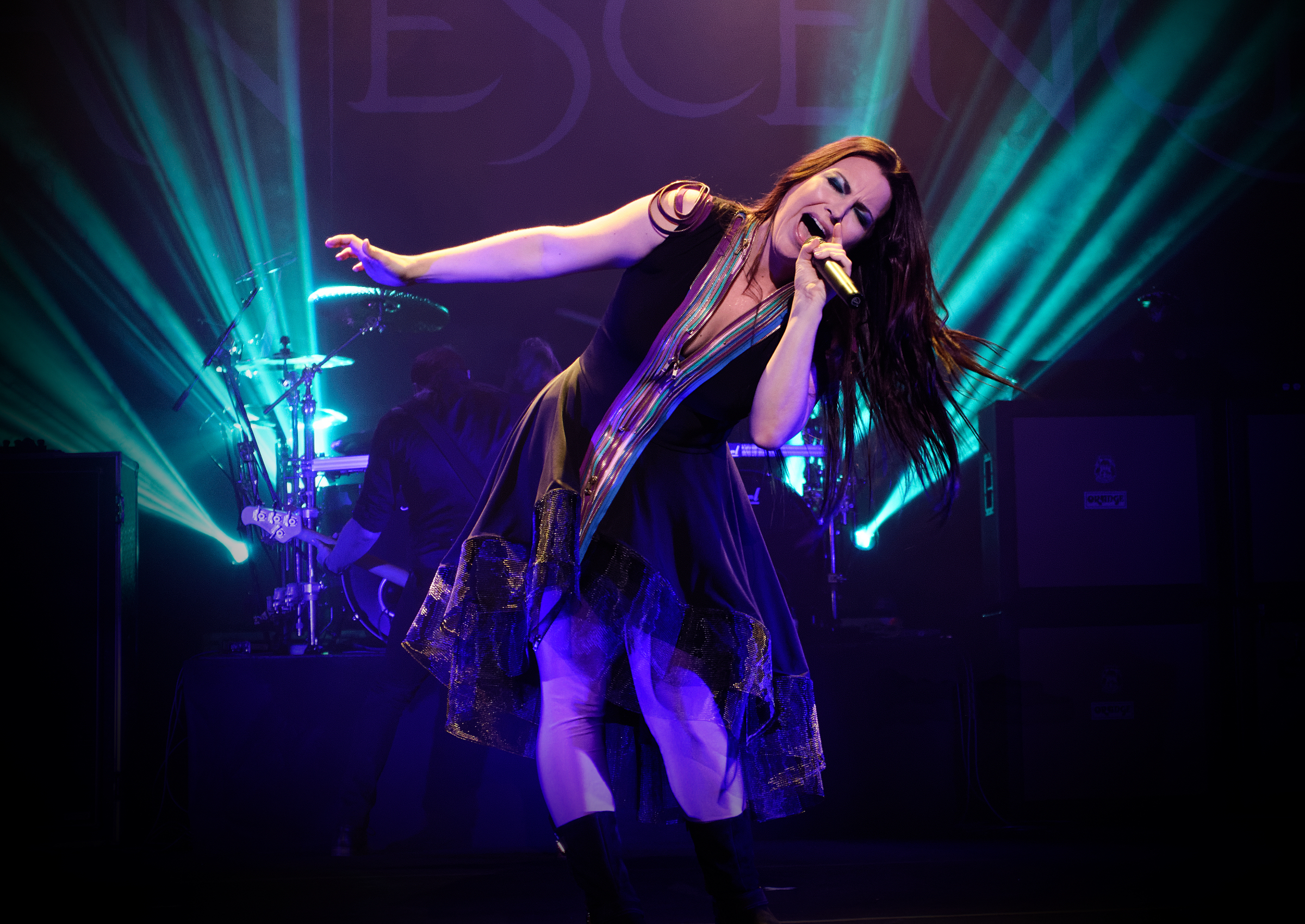
Lee se apresentando com o Evanescence em Los Angeles, Califórnia em 2015

Amy Lee tinha apenas 13 anos de idade quando conheceu Ben Moody enquanto tocava piano durante um acampamento de verão promovido por uma igreja de Little Rock, Arkansas em 1995. A dupla rapidamente notou que possuíam os mesmos interesses musicais, decidindo formar um projeto musical que a princípio passou por nomes como Childish Intentions e Stricken, antes de se estabilizar como Evanescence. O que fez Lee querer começar o grupo foi "a ideia de combinações que eram improváveis". Ela queria combinar seus diversos gostos musicais, "trazendo algo do mundo sinfônico cinematográfico e clássico e casando-o com metal, hard rock e música alternativa". Em seguida, a dupla independentemente lançou dois EPs intitulados Evanescence (1998) e Sound Asleep (1999), cujo material passou a ser tocado em rádios locais e proporcionou a realização de alguns concertos ao vivo na região de Little Rock com músicos convidados. Em 2000, eles produziram o álbum demo Origin para apresentar às gravadoras, culminando num contrato com o selo nova-iorquino Wind-up Records em janeiro de 2001.
Uma vez incluídos no catálogo de artistas da gravadora, Lee, Moody e o músico David Hodges foram realocados para um apartamento em Los Angeles, Califórnia, onde produziram por dois anos o que viria a ser seu álbum de estreia Fallen (2003). A maior parte das composições de Lee nesse disco foram inspiradas por seu estado mental durante um relacionamento com um homem abusivo, enquanto outras foram escritas juntas por ela e Moody enquanto adolescentes, além de três canções previamente incluídas em trabalhos anteriores. Em 22 de outubro de 2003, Moody deixou a banda em meio a Fallen Tour alegando "diferenças criativas" com os outros membros. Posteriormente, Lee disse que a saída de Moody foi um alívio devido às tensões que ele criava dentro da banda, além das divergências criativas entre os dois, que incluíam uma "estrita abordagem nas composições" e "foco na comercialidade" por parte dele. Ela ainda comentou que ele estava sempre "encurralando suas ideias" e querendo conduzir a banda a uma direção mais pop e comercial, além das influências "muito diferentes" entre eles. Ela chegou ainda a escrever durante a turnê uma canção intitulada "The Last Song I'm Wasting on You", que foi gravada em um banheiro através de um dispositivo analógico, e lida com sua ruptura com Moody depois de oito anos e os eventos que contribuíram em sua saída do grupo. Para substituí-lo, Lee convidou o guitarrista Terry Balsamo (ex-Limp Bizkit, Cold) que também passou a ser seu principal parceiro nas composições.
Após o fim da turnê em agosto de 2004, Lee reclusou-se da grande mídia e passou alguns meses escrevendo música, pintando e fazendo terapia. Durante esse período ela também teve experiências invasivas com stalkers, que fizeram com que ela tivesse que dormir fora de casa em determinadas noites. Tais episódios traumáticos a inspiraram a escrever a canção "Snow White Queen", com base na visão dela e de seu stalker. Ela ainda foi autuada em um processo movido pelo empresário do Evanescence, Dennis Rider, por quebra de contrato em dezembro de 2005. Em contrapartida, ela processou Rider por violação do dever fiduciário, assédio sexual, negligência profissional e taxas de câmbio indevidas. A disputa judicial resultou na cessação laboral entre ambas as partes. Nessa mesma época, Lee coescreveu juntamente com Balsamo a maior parte do material de The Open Door (2006), que é descrito por ela como um disco que "reconhece e lida com seus problemas pessoais" a partir de "uma perspectiva mais reflexiva e menos desesperadora" que Fallen. Após o fim dos compromissos com o álbum em dezembro de 2007, Lee fez uma pausa para se recompor e viver longe da indústria musical por um tempo.

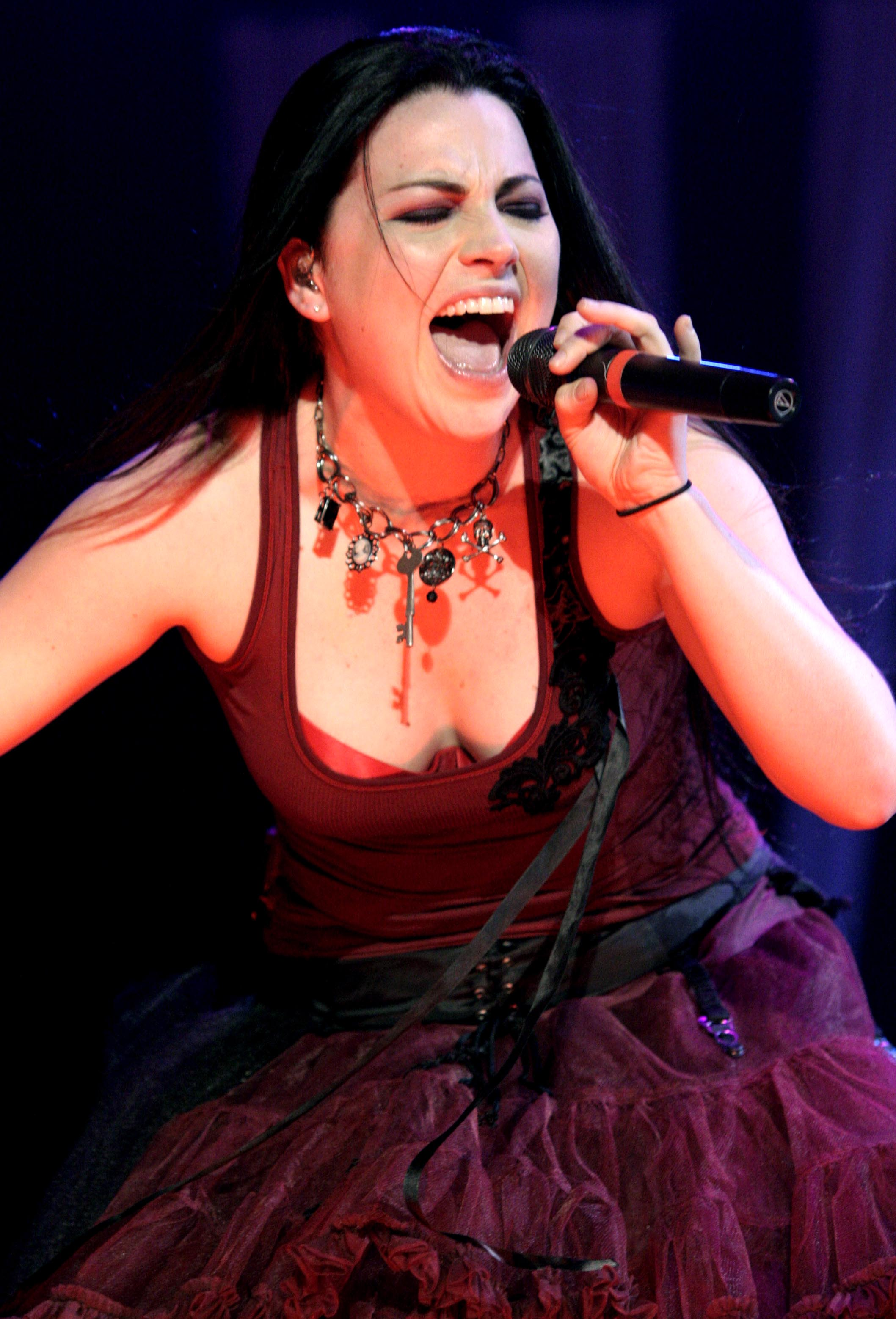
Lee coescreveu os álbuns Fallen e The Open Door juntamente com Moody e Balsamo, respectivamente

Alguns anos depois, Lee voltou a escrever música para o grupo e passou a ter aulas de harpa, por um desejo pessoal de aprender o instrumento. Ela se reuniu com os demais membros da banda em novembro de 2009 para algumas apresentações ao vivo, e no ano seguinte iniciou as sessões de gravação de um novo álbum com o produtor Steve Lillywhite. No entanto, o material desenvolvido com Lillywhite foi descartado por pressões externas e imposições da gravadora Wind-up, que achou a musicalidade muito distante do som habitualmente produzido pelo grupo. Dessa forma, o álbum autointitulado Evanescence (2011) foi lançado, e diferentemente de seus antecessores, foi desenvolvido como um esforço coletivo de toda a banda, ao invés de apenas Lee e um parceiro de composição (como Moody ou Balsamo). Alguns dos temas líricos abordados no disco incluem a inspiração dela pela "natureza e o oceano, quebrantamento, a busca pela liberdade, e seu reapaixonamento pelo Evanescence". Com a finalização da Evanescence Tour, a banda optou por fazer uma pausa prolongada.
Em outubro de 2013, a gravadora Wind-up vendeu uma parte de seu catálogo de artistas para a Bicycle Music Company, incluindo o Evanescence. Em janeiro do ano seguinte, foi relatado que Lee havia processado a empresa, reivindicando mais de um milhão e meio de dólares em royalties não-pagos devidamente ao grupo. Em razão disso, Lee posteriormente anunciou que tanto ela quanto a banda haviam sidos dispensados do contrato, tornando-se uma artista independente pela primeira vez em 13 anos. Algum tempo depois, o grupo retornou aos palcos em novembro de 2015, e passou a trabalhar no álbum Synthesis (2017), que consistiu majoritariamente em releituras orquestrais e eletrônicas do material passado da banda, além de instrumentais e duas canções originais. Em seguida, em meio à pandemia de COVID-19, Lee e os demais membros produziram e lançaram o disco The Bitter Truth (2021), que segundo ela é um trabalho que "encara as verdades amargas do mundo e de sua vida".

### Carreira solo (2013–presente)
Antes de iniciar uma carreira solo, Lee havia feito participações em alguns trabalhos selecionados de outros artistas. A primeira canção oficialmente lançada sob seu nome se chamava "Goodnight", que foi gravada em 1998, porém só disponibilizada em 2000 na compilação Blitz Locals, que reuniu diversos artistas do estado do Arkansas. Em 2003, ela emprestou sua voz na faixa "Missing You", presente no álbum Believe da banda Big Dismal, e também chegou a gravar os backing vocals de duas canções do supergrupo The Damning Well, mas devido à uma falta de acordo com a gravadora, sua voz não pôde ser incluída no produto final. No ano seguinte, ela cantou em um dueto com seu até então namorado Shaun Morgan na faixa "Broken" do Seether, que se tornou um enorme sucesso comercial e foi incluída na trilha sonora do filme The Punisher (2004). Lee ainda chegou a escrever música para o longa-metragem The Chronicles of Narnia: The Lion, the Witch and the Wardrobe (2005), porém o material foi rejeitado por ser "obscuro demais", e acabou sendo integrado ao disco The Open Door. Ela também fez uma breve aparição no videoclipe da canção "God's Gonna Cut You Down" do cantor Johnny Cash no final de 2006, e no ano seguinte esteve presente na faixa "Freak on a Leash", uma colaboração acústica gravada com a banda Korn para o álbum MTV Unplugged: Korn.
Em junho de 2008, Lee foi agraciada com um prêmio da Associação Nacional de Editores de Música por sua reconhecível contribuição em composições musicais. E em setembro ela esteve presente no álbum Nightmare Revisited da Walt Disney Records com um cover da canção "Sally's Song". Durante uma entrevista à revista Spin no mês seguinte, Lee informou que ela estava escrevendo um novo material com influências de música folk e celta, mas disse ao The Gauntlet que ainda não havia decidido se iria começar uma carreira solo. Sendo assim, a cantora continuou fazendo aparições pontuais em determinados álbuns, como em sua interpretação da faixa "Halfway Down the Stairs" em Muppets: The Green Album (2011), e "I'm So Lonesome I Could Cry" no tributo We Walk the Line: A Celebration of the Music of Johnny Cash (2012).

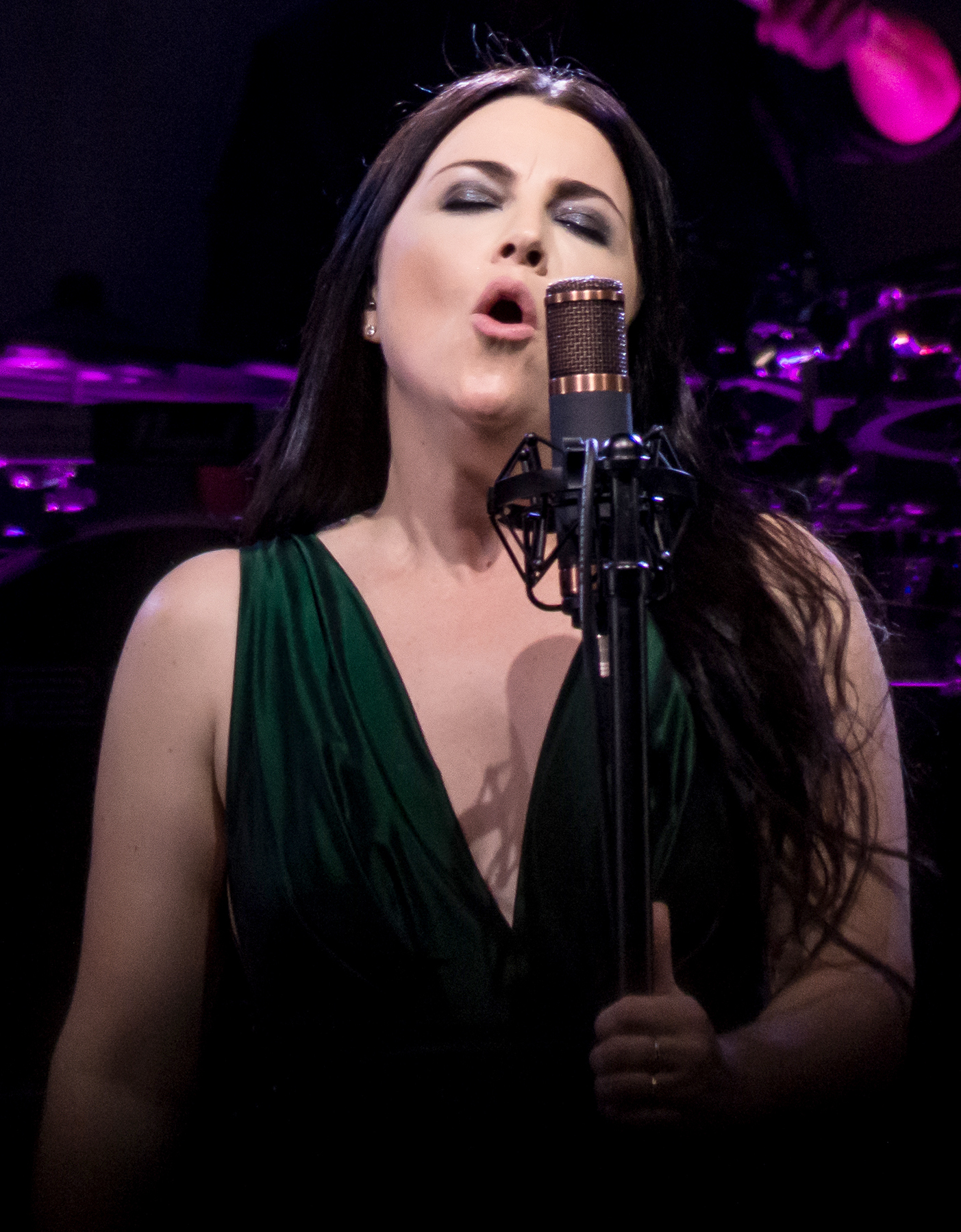
Em sua carreira solo, Lee focou também na produção de música voltada para trilhas sonoras

Em 2 de dezembro de 2013, foi anunciado que Lee juntamente com o músico Dave Eggar iria desenvolver a trilha sonora do filme War Story, marcando seu primeiro trabalho inteiramente solo. Ela relatou em entrevista que o trabalho seria uma "surpresa" para seus fãs, e que o fato do filme ser "sombrio" e carecer de diálogos fez dele "uma linda e triste plataforma para a música". Segundo ela, a canção "Push the Button" definiu um ponto de partida musical para ela devido à sua sonoridade eletrônica. O disco foi então lançado em 25 de agosto de 2014 sob o título Aftermath, debutando na 47.ª posição da Billboard 200, além de ter figurado em paradas musicais da Bélgica, Itália, Países Baixos e Reino Unido. Além de Eggar que está presente em oito das dez faixas da trilha, a cantora marroquina Malika Zarra também fez uma participação na canção "Dark Water". Em março de 2015, Lee e Eggar anunciaram que iriam repetir a bem-sucedida parceria — desta vez com a adição do músico Chuck Palmer — para o curta-metragem Indigo Grey: The Passage (2015), que incluiu as canções "Between Worlds" e "Resurrection". Entre outubro e dezembro do mesmo ano, a cantora publicou quatro covers do Portishead, U2, Led Zeppelin e Chris Isaak, respectivamente, que foram acompanhados por videoclipes dirigidos por Eric Ryan Anderson. O material foi incluído no EP Recover, Vol. 1, posteriormente lançado em 19 de fevereiro de 2016.
O primeiro álbum de estúdio oficial da cantora foi Dream Too Much, um trabalho inteiramente voltado ao público infantil, cujo foi lançado exclusivamente pela Amazon Music em 30 de setembro de 2016, contendo ainda a participação do pai e das irmãs de Lee em determinadas faixas. Também no mesmo ano, o trio Lee, Eggar e Palmer compuseram as canções "Through Your Eyes" e "The Final Leap" para a trilha sonora do filme Blind (2016), estrelado por Alec Baldwin e Demi Moore. Em fevereiro de 2017, Lee lançou o single "Love Exists", uma versão em italiano da canção "L'amore esiste", originalmente interpretada pela cantora Francesca Michielin. E em março do mesmo ano disponibilizou o single "Speak to Me", que chegou a ser incluído no filme Voice from the Stone (2017), estrelado por Emilia Clarke. O longa, bem como o videoclipe da canção, foram ambos dirigidos por Eric D. Howell e filmados em um castelo localizado em Siena, Itália.
Em 2018, Lee participou, respectivamente, das faixas "All About Anna" e "I'll Never Be Ready" da dupla Cellogram e da banda Veridia, e no ano seguinte colaborou com Lindsey Stirling na canção "Love Goes On and On" para o seu disco Artemis. Já no ano pandêmico de 2020, Lee aproveitou seu tempo livre para fazer colaborações com a banda Body Count em "When I'm Gone", Wagakki Band em "Sakura Rising", Halestorm em "Break In", e Bring Me the Horizon em "One Day the Only Butterflies Left Will Be in Your Chest as You March Towards Your Death". Mais tarde em junho de 2022, ela lançou o single "Love Hurts" em parceria com o cantor David Stewart, que foi originalmente interpretado pelos The Everly Brothers.  Nos anos seguintes a cantora também participou de trabalhos das bandas Bush e Within Temptation, nas canções "1000 Years" e "The Reckoning", respectivamente.

## Descrição musical

### Voz e influências musicais
Sua extensão vocal é soprano dramático. Embora algumas fontes classifiquem Lee como mezzo-soprano dramático, outras a classificam como soprano devido ao peso e a densidade de harmônicos de sua voz, como o jornal The Boston Globe descreveu sua voz como uma "soprano etérea" ao comentar sua performance em "Going Under", destacando sua habilidade de transitar com força e brilho em registros superiores.
De forma semelhante, a revista Christianity Today se referiu à sua voz como "soprano operática" ao resenhar o álbum The Open Door, indicando que sua técnica vocal remete a uma formação lírica.
Sites especializados em análise de alcance vocal, como o The Range Planet, apontam que Amy Lee possui uma extensão que vai de C3 a E6, com uso expressivo de notas agudas em voz plena, sustentando tons como C5 e superiores com ressonância e potência, típicos de sopranos dramáticos.
A vocal coach Beth Roars também destacou, em sua análise técnica, que Amy Lee é capaz de manter consistência e brilho nas regiões agudas, com forte projeção e controle de dinâmica – elementos associados à tessitura soprano dramática.
Apesar da tessitura aguda ser explorada com frequência nas canções do Evanescence, muitos críticos apontam que isso se deve ao estilo musical dramático e introspectivo da banda. Nas músicas "My Immortal", "Lithium" e "Lacrymosa", por exemplo, Amy Lee atinge com facilidade notas como E5, F#5 e A5 em voz de peito ou mista. Além disso, em diversas performances ao vivo, ela já foi registrada alcançando um C♯6 com apoio e brilho consistentes na canção Weight of the World, e chegou a emitir um A♭5 em voz de peito durante sua interpretação da música Diana Dirty, demonstrando ressonância e densidade harmônica consistentes. Em bastidores e sessões de aquecimento vocal, a cantora manteve estabilidade e projeção entre D6 e E6, demonstrando controle técnico na zona aguda da sexta oitava. No videoclipe oficial de Bring Me to Life, Amy Lee também atinge um G6 durante o clímax dramático da queda do prédio, reforçando seu alcance vocal.
Com base nesses fatores, diversos especialistas argumentam que Amy Lee se enquadra mais precisamente na categoria de soprano dramática, com timbre escuro e centro vocal robusto, o que pode explicar sua versatilidade para alcançar graves típicos de mezzos e agudos com brilho típico de sopranos. Ela também já citou influência de compositores como Mozart, Danny Elfman e Hans Zimmer, bem como de artistas como Björk, Portishead, Massive Attack, Korn, Nine Inch Nails, Tori Amos, Radiohead, Shirley Manson e Garbage, Nirvana, Soundgarden, Pantera, Depeche Mode, Rob Zombie e White Zombie, The Smashing Pumpkins, Pearl Jam, Metallica, Joan Jett e A Perfect Circle.

### Composições

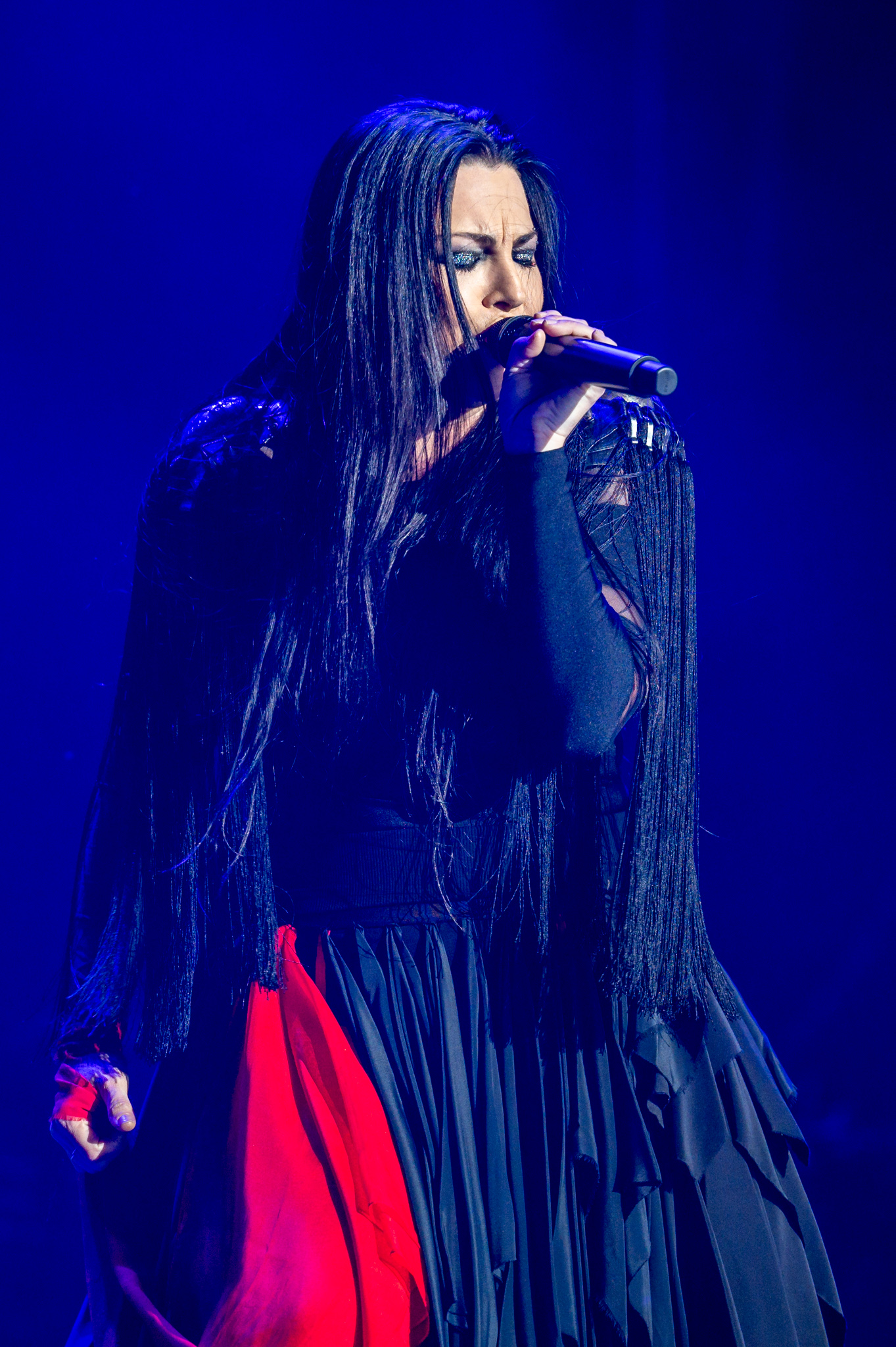
Lee se apresentando com o Evanescence em Nurembergue, Alemanha em 2023

Como a principal compositora do Evanescence, Lee infundiu na banda seu gosto por diferentes gêneros musicais e contrastes sonoros. Ela relatou que prefere se isolar e não estabelecer um plano fixo durante o processo de composição, seguindo conforme o "fluxo da inspiração". Geralmente compondo a partir do teclado e softwares de música, Lee também já executou a engenharia, programação, mixagem e produção de alguns de seus trabalhos. Na fase inicial de suas obras, costuma inserir progressões de acordes e efeitos sonoros em camadas, incluindo o piano, sons eletrônicos e loops de bateria. Como uma multi-instrumentista, ela também toca e compõe através de outros instrumentos como órgão, harpa e violão. As letras geralmente são escritas por último, uma vez que ela prefere primeiramente concluir suas ideias melódicas e sonoras para então elucidar o conteúdo lírico; muitas vezes, um estado de espírito que ela desenvolve sonoramente a complementa liricamente.
Lee considera o processo de criação e expressão através da música como "uma emancipação para si mesma" e "uma saída catártica" na qual ela pode externar diversas emoções e processar experiências difíceis. Para ela, a composição deve vir de "um lugar honesto" e "uma necessidade interna de criar". Suas vivências com a morte e o luto ainda na infância também influenciaram sua perspectiva e criatividade artística, incluindo suas canções, textos e desenhos. Experiências com os abusos emocionais sofridos durante sua adolescência também tiveram participação em sua escrita. Segundo ela, os "sons dramáticos" desenvolvidos pelo Evanescence são atribuídos ao seu desejo de canalizar suas maiores emoções através da música, dizendo ainda não enxergar seus trabalhos como soturnos, explicando que embora algumas de suas canções possam evocar tais adjetivos, elas nascem a partir da "perspectiva de alguém que quer viver, ser feliz e amar a vida".
Suas inspirações temáticas são geralmente provenientes de percepções e reações aos eventos de sua vida pessoal, bem como do mundo externo. Algumas de suas canções lidam ainda com suas experiências com sonhos lúcidos e na ideia de vida após a morte. Ela também se sente liricamente inspirada por histórias de coragem, pessoas superando lutas e "dando um passo à frente após terem passado por algo impactante". Tópicos comumente abordados nos trabalhos do Evanescence incluem: perdas, abusos, medos, entorpecimento, assédios, solidão, subterfúgios, dinâmicas de relacionamento, tristeza, relação com a música, falta de objetivo, contentamento, saúde mental, desafios, indulgências, saudade, natureza, sonhos, indústria musical, identidade, autonomia, desilusão, manifestação, questões sociais, ilusões, incerteza espiritual, perseverança e solidariedade.

### Imagem e estilo

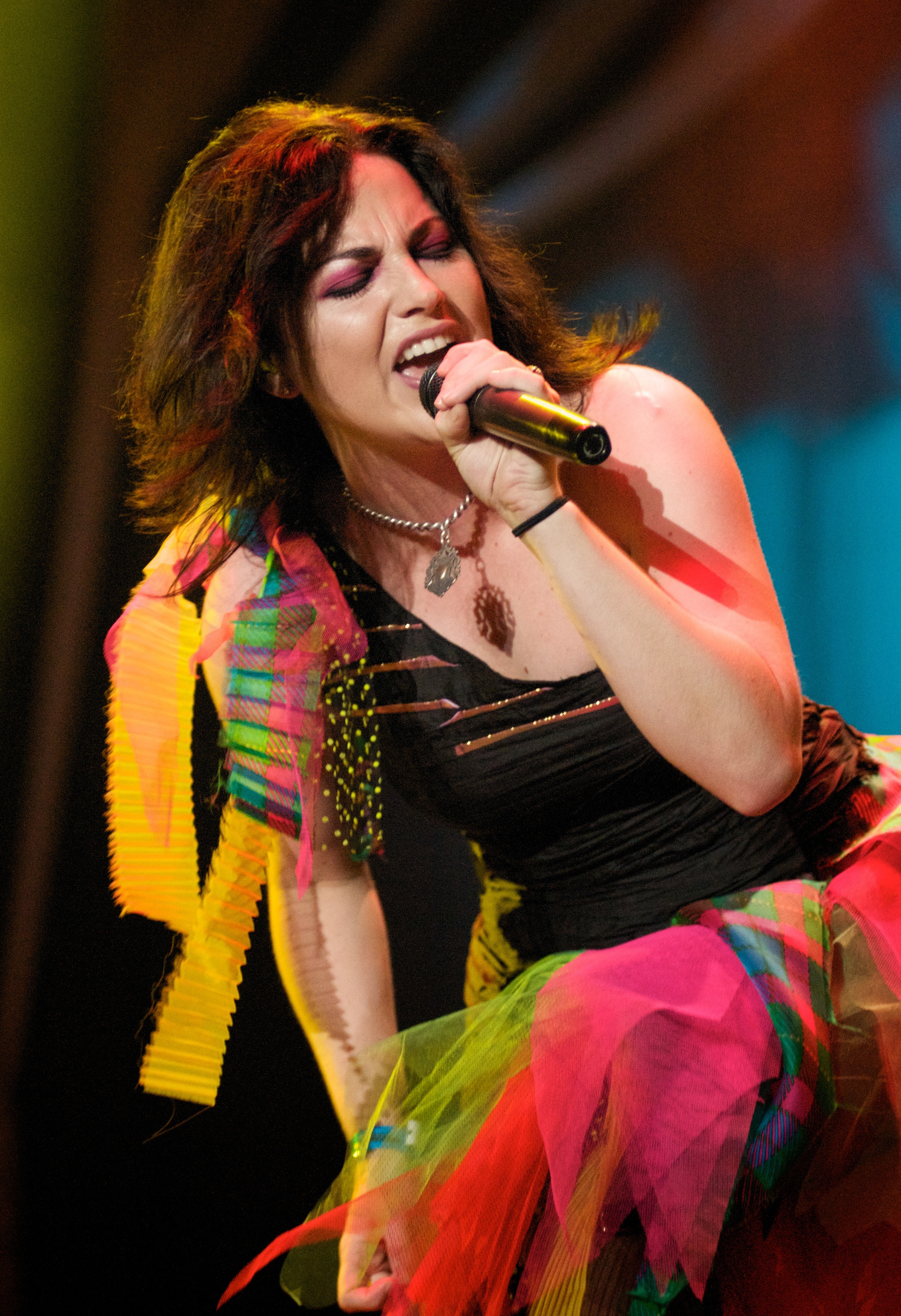
Lee se apresentando com o Evanescence em São Paulo, Brasil em 2009

Lee possui um estilo de moda reconhecível, marcado pelo seu gosto por roupas de estilo vitoriano e o uso ocasional de maquiagem gótica. Ela foi rotulada como uma "superestrela do rock gótico" e um "ícone de estilo", tendo sua imagem descrita como "independente e segura de si". Ela também desenha muitas de suas próprias roupas, incluindo os vestidos usados no videoclipe da canção "Going Under" e na capa do álbum The Open Door (2006), além do figurino utilizado durante a performance do Evanescence no Prêmio Nobel da Paz em 2011. Após ter desenhado seu próprio vestido usado no Grammy Awards 2004, ela escolheu o designer japonês H. Naoto para confeccioná-lo. Para sua aparição no videoclipe "God's Gonna Cut You Down" de Johnny Cash, filmado na Igreja da Trindade em Manhattan, ela vestiu um sobretudo de veludo preto que anteriormente pertencia a Tim Burton. Ela também costumava ter um piercing na sobrancelha — visível na capa do álbum Fallen (2003) — voltando a utilizá-lo em 2023, em comemoração ao 20.º aniversário do disco. Ela mencionou em uma entrevista que gosta de vestir coisas "descoladas" no palco, misturando elementos como correntes (geralmente associadas ao rock e metal) com roupas "fantasiosas e vitorianas".
Em um entrevista ao VEVO Stylized, Lee apresentou e explicou seu estilo de moda, comentando que prefere fazer suas próprias vestimentas pois é difícil encontrar exatamente o que ela quer em outro lugar. Disse ainda gostar de "coisas assimétricas" e "um pouco de caos" em suas roupas, e em relação à banda ela afirma se vestir "de acordo com a música". Em relato à revista Kerrang!, Lee comentou que sua imagem com maquiagem gótica e espartilhos estava ficando muito marcada, e passou a "odiá-la", dizendo ainda que "se sentia sufocada por essa imagem. Queria ir na direção oposta e ser alguém diferente. Queria dizer às pessoas, 'Vocês não me conhecem. Essa não sou eu.'"
Ela declarou em várias ocasiões que jamais iria utilizar os seios ou se envolver em outros truques publicitários que chamem a atenção para si mesma, evidenciando o tema no videoclipe da canção "Everybody's Fool", que teve como inspiração a imagem hipersexualizada de artistas pop no início da década de 2000 como Britney Spears e Christina Aguilera, e o impacto negativo na saúde mental dos mesmos. A imagem de Lee durante a época do álbum Fallen também serviu como fonte de inspiração para a criação visual da personagem Re-l Mayer, protagonista do anime Ergo Proxy (2006), do estúdio Manglobe. Em 2006, a revista Blender a listou como uma das "Mulheres Mais Quentes do Rock" ao lado de cantoras como Joan Jett, Courtney Love e Liz Phair, e mais tarde em 2013, ela foi classificada em primeiro lugar na categoria "Mulheres Mais Quentes da Música", em votação realizada pela revista NME.

## Vida pessoal

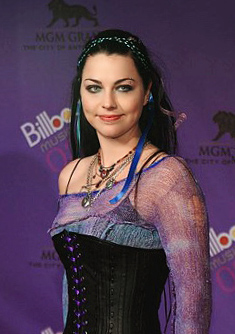
Lee no tapete vermelho do Billboard Music Awards 2003

É filha de John Lee, que trabalhou como DJ e locutor de comerciais de televisão, e Sara Cargill, sendo a mais velha de cinco irmãos. Além de Carrie e Lori, Lee teve uma irmã chamada Bonnie, que faleceu aos dois anos de idade em 17 de março de 1988 por uma doença não identificada, e um irmão chamado Robbie, que faleceu aos 24 anos em 5 de janeiro de 2018 após sofrer de epilepsia severa durante a maior parte de sua vida. Lee declarou que quando sua irmã morreu, "toda a percepção da vida mudou" para ela, influenciando em sua reflexão sobre a morte. Ela chegou ainda a escrever as canções "Hello" do álbum Fallen, e "Like You" de The Open Door em homenagem a Bonnie, enquanto "Far from Heaven" do disco The Bitter Truth lida com a partida de Robbie.
É casada desde 6 de maio de 2007 com o terapeuta Josh Hartzler, com o qual tem um filho, Jack Lion Hartzler, nascido em 24 de julho de 2014. Antes disso, Lee já esteve em relacionamentos com o ex-guitarrista do Evanescence, Ben Moody, e o vocalista da banda Seether, Shaun Morgan, entre 2003 e 2005. Ela serviu ainda como tema lírico para a canção "10.22", presente no álbum solo de Moody, All for This (2009), enquanto seu relacionamento com Morgan foi abordado na faixa "Breakdown", incluída no disco Finding Beauty in Negative Spaces (2007). Juntamente com seus ex-colegas de banda, ela se mudou para um apartamento em Los Angeles, Califórnia em 2001, cidade na qual viveu por cinco anos, até se mudar para Brooklyn, Nova York em 2006, e em seguida Nashville, Tennessee, onde reside desde 2019.
Lee relatou que nunca foi formalmente religiosa, mas se considera cristã. Ela disse que o Evanescence nunca foi uma banda cristã, ou sequer teve alguma afiliação religiosa liricamente. Ela também já falou publicamente sobre saúde mental e afirmou ter sofrido de ansiedade e depressão desde cedo, considerando seu processo criativo como uma atividade autocalmante.

## Filantropia
Referente às suas atividades filantrópicas, Lee tornou-se presidente americana da fundação internacional de conscientização sobre epilepsia Out of the Shadows em 2005 — já que sempre esteve próxima da doença por ser irmã de um paciente epiléptico —, sendo ainda homenageada com o prêmio Luella Bennack da United Cerebral Palsy por seu trabalho. Ela também é apoiadora das organizações sem fins lucrativos To Write Love on Her Arms, que visa propor ajuda à pessoas com pensamentos suicidas e depressivos, e Restore Freedom, que apoia vítimas de abusos sexuais e tráfico humano nos Estados Unidos.

## Discografia
| Álbuns de estúdio - Dream Too Much (2016) EPs - Recover, Vol. 1 (2016) Trilhas sonoras - Aftermath (2014) Singles - "Dream Too Much" (2016) - "The End of the Book" (2016) - "If You're a Star" (2016) - "Love Exists" (2017) - "Speak to Me" (2017) - "Love Hurts" (part. David Stewart) (2022) Videoclipes - "It's a Fire" (cover de Portishead) (2015) - "With or Without You" (cover de U2) (2015) - "Going to California" (cover de Led Zeppelin) (2015) - "Baby Did a Bad, Bad Thing" (cover de Chris Isaak) (2015) - "Dream Too Much" (2016) - "If You're a Star" (2016) - "The End of the Book" (2016) - "Speak to Me" (2017) - "Love Hurts" (part. David Stewart) (2022) | - Fallen (2003) - The Open Door (2006) - Evanescence (2011) - Synthesis (2017) - The Bitter Truth (2021) |

### Participações
| Ano  | Artista                  | Álbum                                   | Faixa                                                                                     |
| ---- | ------------------------ | --------------------------------------- | ----------------------------------------------------------------------------------------- |
| 2003 | Big Dismal               | Believe                                 | "Missing You"                                                                             |
| 2004 | Seether                  | The Punisher: The Album Disclaimer II   | "Broken"                                                                                  |
| 2007 | Korn                     | MTV Unplugged: Korn                     | "Freak on a Leash"                                                                        |
| 2018 | Cellogram (part. K'noup) | Cellogram                               | "All About Anna"                                                                          |
| 2018 | Veridia                  | The Beast You Feed                      | "I'll Never Be Ready"                                                                     |
| 2019 | Lindsey Stirling         | Artemis                                 | "Love Goes On and On"                                                                     |
| 2020 | Body Count               | Carnivore                               | "When I'm Gone"                                                                           |
| 2020 | Wagakki Band             | Tokyo Singing                           | "Sakura Rising" "Bring Me to Life" (cover de Evanescence) "Senbonzakura"                  |
| 2020 | Halestorm                | Halestorm Reimagined                    | "Break In"                                                                                |
| 2020 | Bring Me the Horizon     | Post Human: Survival Horror             | "One Day the Only Butterflies Left Will Be in Your Chest as You March Towards Your Death" |
| 2023 | Bush                     | The Art of Survival                     | "1000 Years"                                                                              |
| 2024 | Within Temptation        | Worlds Collide Tour – Live in Amsterdam | "The Reckoning"                                                                           |

## Filmografia
| Ano  | Título                                     | Personagem | Nota                                                                                 |
| ---- | ------------------------------------------ | ---------- | ------------------------------------------------------------------------------------ |
| 2007 | Rock Band Cometh: The Rock Band Band Story | Ela mesma  | Documentário produzido pela emissora americana VH1 sobre o jogo eletrônico Rock Band |
| 2008 | I Love the New Millennium                  | Ela mesma  | Programa de TV; oito episódios                                                       |
| 2008 | VH1's 100 Greatest Hard Rock Songs         | Ela mesma  | Documentário produzido pela emissora americana VH1                                   |
| 2011 | When I Was 17                              | Ela mesma  | Programa de TV; epísódio "Amy Lee, Chris Klein & Theophilus London"                  |
| 2023 | Metalocalypse: Army of the Doomstar        | Fan        | Filme de animação; dublagem                                                          |

## Prêmios e indicações
| Ano  | Premiação                              | Categoria                            | Trabalho                          | Resultado | Ref.    |
| ---- | -------------------------------------- | ------------------------------------ | --------------------------------- | --------- | ------- |
| 2007 | Kerrang! Awards                        | Mulher Mais Sexy                     | Amy Lee                           | Venceu    | [ 214 ] |
| 2008 | National Music Publishers' Association | Prêmio de Compositor Ícone           | Amy Lee                           | Venceu    | [ 86 ]  |
| 2011 | Revolver                               | Mulheres Mais Quentes do Rock        | Amy Lee                           | Venceu    | [ 215 ] |
| 2011 | Loudwire Music Awards                  | Deusa do Rock do Ano                 | Amy Lee                           | Indicado  | [ 216 ] |
| 2012 | United Cerebral Palsy                  | Prêmio Luella Bennack                | Amy Lee                           | Venceu    | [ 211 ] |
| 2012 | Golden Gods Awards                     | Melhor Vocalista                     | Amy Lee                           | Venceu    | [ 217 ] |
| 2012 | Kerrang! Awards                        | Mulher Mais Quente                   | Amy Lee                           | Indicado  | [ 218 ] |
| 2012 | Loudwire Music Awards                  | Deusa do Rock do Ano                 | Amy Lee                           | Venceu    | [ 219 ] |
| 2013 | NME Awards                             | Mulher Mais Quente                   | Amy Lee                           | Venceu    | [ 194 ] |
| 2015 | Independent Music Awards               | Canção de Música do Mundo            | "Dark Water" (part. Malika Zarra) | Venceu    | [ 220 ] |
| 2015 | Moondance International Film Festival  | Trilha Sonora de Filme               | Indigo Grey: The Passage          | Venceu    | [ 221 ] |
| 2016 | Family Choice Awards                   | Álbum Infantil                       | Dream Too Much                    | Venceu    | [ 222 ] |
| 2017 | Parents' Choice Award                  | Honra de Prata na Música             | Dream Too Much                    | Venceu    | [ 223 ] |
| 2017 | Hollywood Music in Media Awards        | Canção Original – Filme Independente | "Speak to Me"                     | Venceu    | [ 224 ] |
| 2021 | She Rocks Awards                       | Prêmio Potência                      | Amy Lee                           | Venceu    | [ 225 ] |